# نادية المنصوري
نادية المنصوري (19 أغسطس 1976 -)، مغنية مغربية مقيمة في الإمارات. درست الحقوق وعملت في مجال المحاماة لفترة ثم اتجهت إلى الغناء، قدمت العديد من الأغاني المنفردة منها أغنية منفردة حملت اسم «أنا على الله ثم عليك» وهي بمثابة بطاقة تعريف لها للجمهور  ثم قدمت العديد من الأغاني المنفردة كما شاركت بعدة جلسات بدول الخليج.